# Robert Lucas, Jr.
Robert Emerson Lucas, Jr. (15 tháng 9 năm 1937 – 15 tháng 5 năm 2023) là một nhà kinh tế người Mỹ tại Đại học Chicago. Ông nhận giải Nobel Kinh tế năm 1995 và luôn nằm trong một trong 10 nhà kinh tế hàng đầu được tham khảo trong các bài báo nghiên cứu trong các xếp hạng kinh tế. Ông kết hôn với nhà kinh tế học Nancy Stokey.

## Tiểu sử
Ông nhận bằng cử nhân lịch sử năm 1959 và bằng tiến sĩ kinh tế năm 1964, đều tại Đại học Chicago. Ông dạy tại trường quản lý công nghiệp Graduate (nay là trường kinh doanh Tepper) tại Đại học Carnegie Mellon cho đến năm 1975, sau đó ông quay trở về Đại học Chicago.
Là một trong những nhà kinh tế học có ảnh hưởng nhất kể từ thập niên 1970, ông đã thách thức các cơ sở của lý thuyết kinh tế vĩ mô (lý thuyết này trước đây bị chi phối bởi các phương pháp tiếp cận theo kinh tế học Keynes), ông cho rằng một mô hình kinh tế vĩ mô cần được xây dựng như một phiên bản tổng hợp của các mô hình kinh tế vĩ mô. Ông đã phát triển "phê bình Lucas" cho hoạch định chính sách kinh tế, ông cho rằng mối quan hệ xuất hiện để giữ trong nền kinh tế, chẳng hạn như một mối quan hệ rõ ràng giữa lạm phát và thất nghiệp, có thể thay đổi để đáp ứng với những thay đổi trong chính sách kinh tế. Điều này dẫn đến sự phát triển của kinh tế học Keynes mới và các cơ sở kinh tế vi mô cho lý thuyết kinh tế vĩ mô.
Lucas cũng nổi tiếng với những nghiên cứu của ông vào các tác động của giả định kỳ vọng hợp lý. Ông đã phát triển một lý thuyết về nguồn cung cấp cho mọi người có thể bị lừa bởi chính sách tiền tệ không có hệ thống; mô hình Lucas-Uzawa (với Hirofumi Uzawa) về tích lũy vốn con người, và "nghịch lý Lucas" trong đó xem xét lý do tại sao nhiều vốn hơn không chảy từ các nước phát triển sang các nước đang phát triển. Ông cũng góp phần đóng góp nền tảng cho kinh tế học hành vi, và đã cung cấp nền tảng trí tuệ cho phép chúng ta hiểu những chênh lệch từ luật 1 giá dựa trên sự phi lý của nhà đầu tư. Năm 2003, ông đưa ra tuyên bố nổi tiếng "vấn đề trọng tâm của công tác phòng chống suy thoái đã được giải quyết, cho tất cả các mục đích thực tế, và trên thực tế đã được giải quyết trong nhiều thập kỷ."
Vợ cũ của ông là Rita Lucas, ly dị năm 1988, đã có một điều khoản trong giải quyết ly hôn rằng cô sẽ nhận được một nửa của bất kỳ giải thưởng Nobel mà Lucas giành được trong 7 năm tiếp theo sau khi ly dị. Khi Lucas đã giành giải Nobel năm 1995, Rita Lucas được trao 1 nửa số tiền thưởng.
Lucas nghiên cứu kinh tế cho luận án tiến sĩ dựa trên cơ sở "bán chủ nghĩa Mác". Ông tin rằng kinh tế là động lực thực sự của lịch sử, và vì vậy ông dự định dành toàn bộ tâm trí vào kinh tế và sau đó chuyển sang khoa lịch sử.
Robert Lucas có hai con trai là Lucas Stephen và Joseph Lucas.
Một bộ sưu tập các bài báo của Lucas được đặt tại Thư viện Rubenstein thuộc Đại học Duke.
Ông qua đời ở Chicago vào ngày 15 tháng 5 năm 2023, hưởng thọ 85 tuổi.

## Sách
- Lucas, Robert (1972). “Expectations and the Neutrality of Money”. Journal of Economic Theory. 4 (2): 103–124. doi:10.1016/0022-0531(72)90142-1.
- Lucas, Robert (1976). “Econometric Policy Evaluation: A Critique”. Carnegie-Rochester Conference Series on Public Policy. 1: 19–46. doi:10.1016/S0167-2231(76)80003-6.
- Lucas, Robert (1988). “On the Mechanics of Economic Development”. Journal of Monetary Economics. 22 (1): 3–42. doi:10.1016/0304-3932(88)90168-7.
- Lucas, Robert (1990). “Why Doesn't Capital Flow from Rich to Poor Countries”. American Economic Review. 80: 92–96. JSTOR 2006549.
- Lucas, Robert (1981). Studies in Business-Cycle Theory. MIT Press. ISBN 0-262-62044-8.
- Lucas, Robert (1995) – "Monetary Neutrality" Prize Lecture – 1995 Nobel Prize in economics, ngày 7 tháng 12 năm 1995
- Stokey, Nancy; Robert Lucas; and Edward Prescott (1989), Recursive Methods in Economic Dynamics. Harvard University Press, ISBN 0-674-75096-9.